# Stadion Miejski w Kikindzie
Stadion Miejski (serb. Градски стадион, Gradski stadion) − stadion piłkarski mieszczący się w Kikindzie, na którym domowe mecze rozgrywa miejscowy klub, FK Kikinda. Pojemność stadionu wynosi 7 500 miejsc.